# 動的幾何学ソフトウエア
動的幾何学ソフト（インタラクティブ幾何学ソフト、作図ツール、dynamic geometry software、 interactive geometry software(IGS)、その他）とは、コンピュータソフトウェアであって、おもに平面幾何学の作図を行うことができるものをいう。これらの動的幾何学ソフトにおいては、作図は点・直線・円などをマウスクリック・ドラッグによって行い、作図手順が記録される。作図を行った後に、幾何要素（点・直線・円など）を動かして、作図全体を変化させることができるのが主な特徴である。
変化させたときに変わらないもの/ことを発見できれば, それは不変要素の発見への出発点であり, 変わるもの/ことが発見できれば関数関係の発見の手がかりになる。また, 作図の手続きを変えることによって, 新しい図について調べることができる。たとえば「三角形のそれぞれの『辺の垂直二等分線』をひく」ことによって, 3直線が一点(外心)で交わることが観察できるが, 『辺の垂直二等分線』を他に変える, たとえば「角の二等分線」に変えるとどうなるかを調べることができる(この場合, 内心が得られる)。あるいは, 三角形を四角形に変えたときにどうなるかを調べることができる。動的幾何学ソフトとは, このような数学的探究を支援するためのツールである。(このような意味から, 数学教育では, (幾何的な意味での)作図・測定・変形・軌跡等を行えるソフトのことを作図ツールと呼んでいる。)
（編集中、以下リスト準備中)

## リンク
- 動的幾何ソフトウエアのリスト（英語版）
- 日本における動的幾何ソフトウエア関連サイト
  - CinderellaJapan
  - 平面幾何ソフト「シンデレラ」
  - GeoGebra日本
  - GeoGebra - KnxmWiki
  - GC/html5
  - GC Resource Center
  - Forum of Geometric Constructor
  - KidsCindy
  - KSEGで遊ぶ話
  - KSEG - KnxmWiki
  - 動的幾何学ソフトウェア|Google グループ
  - Cabriによるアポロニウス円錐曲線論
  - Cabriによる数学機械実験室
  - リンケージ動画集
  - GCL(Geometric Contraction Language)
  - GCL・ビデオ付きインタラクティブe-教科書サンプル集(含むSchooten:1646)